# Manuel Fernández Amado
Manuel Fernández Amado (Ferrol, 14 de maig de 1950) fou un futbolista gallec de la dècada de 1970.

## Trajectòria
La temporada 1970-71 pujà al primer equip del Racing de Ferrol, procedent de l'Arsenal, l'equip vinculat. Durant la temporada següent diversos equips s'interessaren pels seus serveis i el gener de 1972 fou el Celta de Vigo qui l'incorporà a la seva plantilla. Al Celta jugà les següents tres temporades i mitja amb una trajectòria ascendent. Disputà 101 partits de lliga (marcà 4 gols) i arribà a ser convocat per jugar amb la selecció espanyola sots 23. En finalitzar la temporada 1974-1975 el RCD Espanyol aconseguí els seus serveis després de pagar 20 milions de pessetes al club gallec.
A l'Espanyol jugà durant sis temporades a bon nivell, disputant fins al 1981 un total de 114 partits de lliga i 5 a la Copa de la UEFA. Arribà la temporada del 75è aniversari, en la qual el president Manuel Meler estava intentant confeccionar una plantilla de qualitat, amb homes com Jeremias, Juan Verdugo, Daniel Solsona, Carlos Caszely o Rafael Marañón. Assolí una quarta i una sisena posició a la lliga com a millors classificacions.
Acabà la seva carrera al CE Castelló el 1981-1982 i finalment de nou al Racing de Ferrol. Disputà un partit amb la selecció catalana l'any 1976. Un cop retirat estigué lligat a l'equip tècnic del conjunt gallec, com a segon entrenador i al futbol base del club.